# Barbara De Rossi
Barbara De Rossi (n. 9 august 1960, Roma, Italia) este o actriță italiană de film și televiziune, cunoscută pentru rolurile ei din filmele italiene și internaționale.

## Biografie
Barbara De Rossi s-a născut în 1960, la Roma, în familia unui importator de vin italian și al soției sale germane. Ea și-a petrecut o mare parte a anilor copilăriei și adolescenței la Rimini.
La vârsta de 15 ani, De Rossi a fost observată de regizorul Alberto Lattuada la un concurs de frumusețe. A debutat în filmul Così come sei (1978) al lui Lattuada, jucând alături de Marcello Mastroianni și Nastasia Kinski. Ea a jucat rolul Saveria (fiica personajului interpretat de Virna Lisi) în filmul La Cicala (1980), regizat tot de Lattuada. În 1983 a interpretat-o pe Bradamante, faimoasa războinică feminină, în filmul I Paladini: Storia d'armi e d'amori regizat de Giacomo Battiato. De pe la mijlocul anilor 1980 a început să obțină roluri în filme în limbă engleză,  cum ar fi rolul frumoasei sclave grecești Eunice din miniserie TV Quo Vadis?  și Claretta Petacci, amanta lui Mussolini din filmul semidocumentar Mussolini and I, unde a jucat alături de Anthony Hopkins (contele Galeazzo Ciano) și Bob Hoskins (Mussolini).
 În 1990 a interpretat-o pe Nys, o prostituată din Montmartre, în filmul francez Jours tranquilles à Clichy regizat de Claude Chabrol, o dramatizare a romanului semiautobiografic al lui Henry Miller inspirat din șederea sa la Paris. Ea a lucrat în cinematografie, teatru și televiziune încă de la debutul ei, apărând alături de Ray Lovelock în filmul TV  Marco e Giulia - Inviati Speciali realizat de Raiuno.
În 1994 Barbara De Rossi a fost nominalizată la premiul David di Donatello pentru cea mai bună actriță, alături de Asia Argento și Chiara Caselli, pentru rolul ei din comedia romantică Maniaci sentimentali. A făcut parte, de asemenea, din juriul emisiunii pentru descoperirea tinerelor talente - Ti lascio una canzone difuzat pe Rai Uno începând din 2008.

### Viața personală
În 1988 Barbara De Rossi s-a căsătorit cu Andrea Busiri Vici, descendent al unei familii renumite de arhitecți. Ei au divorțat în anul 1990.
De Rossi s-a recăsătorit apoi cu dansatorul Branislav Tesanovic, cu care are o fiică.

### Viața publică
De Rossi este președinte de onoare al organizației pentru drepturi civile "I Diritti Civili nel 2000", care apără interesele femeilor și copiilor.

## Filmografie selectivă
- Così come sei (1978)
- The Cricket (1980)
- Son contento (1983)
- Hearts and Armour  (1983)
- Mamma Ebe (1983)
- Caracatița (1984) - baronesa Titti Pecci Scialoja
- Quo Vadis?  (1985)
- Mussolini and I  (1985)
- Blood Ties (1986)
- Frankenstein's Aunt  (1987)
- Sweets from a Stranger (1987)
- Vado a riprendermi il gatto (1987)
- Vampire in Venice (1988)
- Jours tranquilles à Clichy  (1990)
- Sentimental Maniacs (1994)
- Il pranzo della domenica (2003)

## Legături externe
- Barbara De Rossi la Internet Movie Database